# Stacy Martin
Stacy Martin (Parijs, 1 januari 1991) is een Frans-Brits actrice.

## Levensloop en carrière
Martin werd geboren in Parijs. Op haar zevende verhuisde ze naar Japan, waar ze met haar vader woonde. Zes jaar later keerde ze terug naar Frankrijk. Na haar studies verhuisde ze naar Londen. Haar carrière als actrice startte in 2013 toen ze een hoofdrol kreeg in Nymphomaniac. Sinds maart 2014 woont ze in Londen samen met haar vriend, de muzikant Daniel Blumberg van Yuck en Cajun Dance Party..

## Filmografie
- Nymphomaniac (2013)
- Il racconto dei racconti - Tale of Tales (2015)
- Taj Mahal (2015)
- The Childhood of a Leader (2015)
- High-Rise (2015)
- Winter (2015)
- The Last Photograph (2017)
- Le Redoutable (2017)
- All the Money in the World (2017)
- Joueurs (2018)
- Rosy (2018)
- Amanda (2018)
- Vox Lux (2018)
- Dernier Amour (2019)
- Bonnard, Pierre et Marthe (2023)
- The Brutalist (2024)

## Prijzen en nominaties
| Jaar | Titel        | Prijs                                          | Resultaat   |
| ---- | ------------ | ---------------------------------------------- | ----------- |
| 2014 | Nymphomaniac | Bodil Award for Best Actress in a Leading Role | Genomineerd |